# Misumena fasciata
Misumena fasciata là một loài nhện trong họ Thomisidae.
Loài này thuộc chi Misumena. Misumena fasciata được Wladislaus Kulczynski miêu tả năm 1911.